# Aedia alchemista
Aedia alchemista är en fjärilsart som beskrevs av Eugen Johann Christoph Esper. Aedia alchemista ingår i släktet Aedia och familjen nattflyn. Inga underarter finns listade i Catalogue of Life.